# Drengen der gik ud i verden for at finde en løve at lege med
Drengen der gik ud i verden for at finde en løve at lege med er en dansk tegnefilm for børn fra 1968, der er instrueret af Bent Barfod og Kjeld Simonsen efter manuskript af førstnævnte.

## Handling
Tegnefilmfabel om en lille dreng, der keder sig hjemme og derfor går ud i verden for at finde billedbogens løve at lege med og efterhånden får følgeskab af en lille legeveninde, en skjortemand, Fantomads selv og andre.